# Æthelwold de Wessex

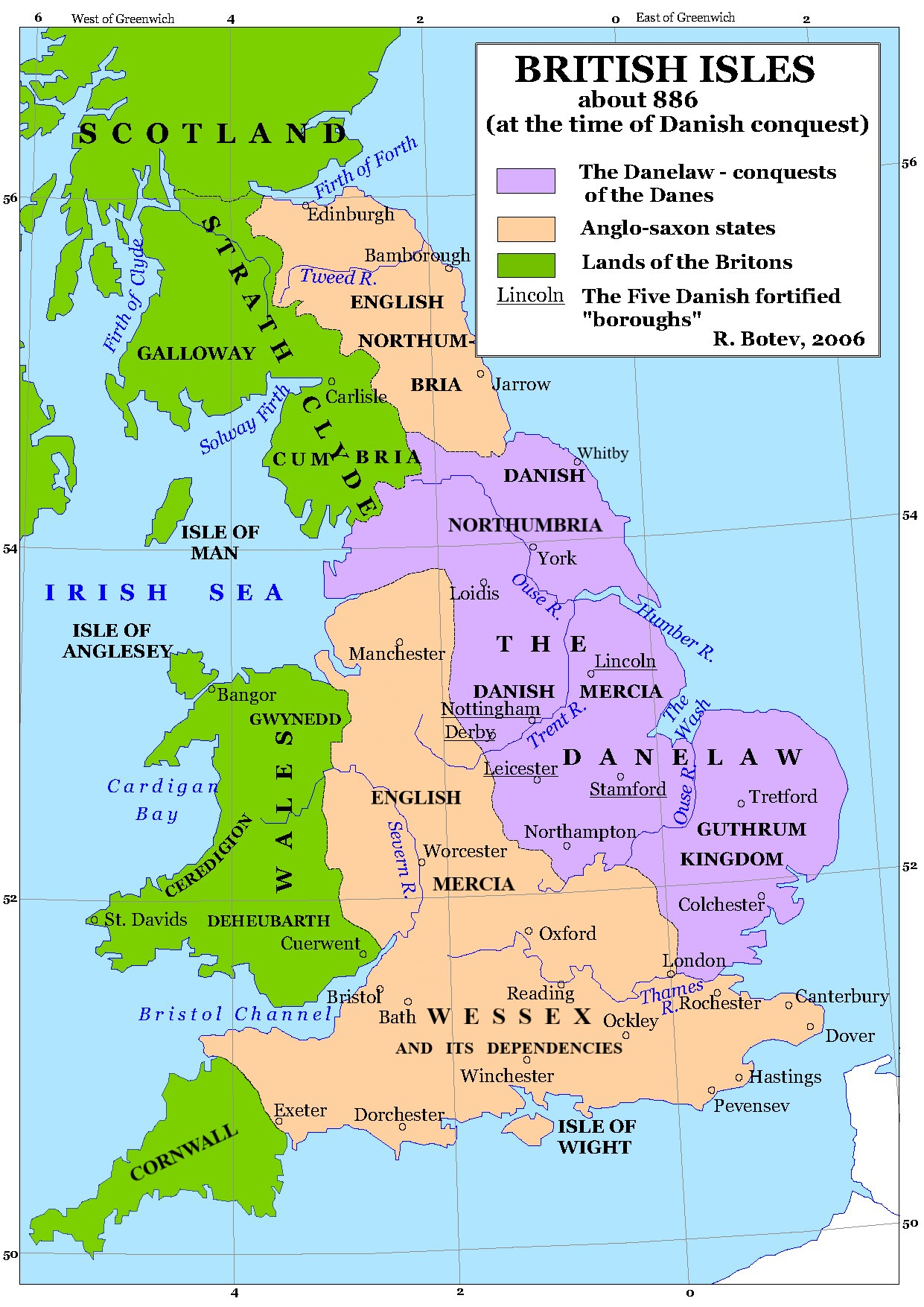
Inglaterra, fines del, el este y el norte estaban bajo dominio vikingo

Æthelwold o Ethelwold de Wessex (fallecido el 13 de diciembre del 902) era el menor de los dos hijos de Etelredo I, rey de Wessex de 865 a 871. Etelredo murió por las heridas sufridas en batalla contra los vikingos, contra los que luchó gran parte de su vida. Como sus hijos eran demasiados jóvenes para subir al trono en el momento de su muerte, Ethelred fue sucedido por su hermano pequeño, Alfredo el Grande.
Casi treinta años más tarde, cuando murió Alfredo en 899, Ethelwold quiso disputar el trono al hijo de Alfredo, Eduardo el Viejo, e intentó levantar un ejército pero, incapaz de encontrar apoyo en las tierras de Wessex, se vio obligado a huir a Northumbria, territorio controlado por los vikingos. Allí fue aceptado como rey y pudo reunir una flota con la cual zarpó rumbo al Reino de Estanglia, bajo control danés. En 902 ya había convencido a los daneses de la región para atacar Wessex enfrentándose a las tropas de Eduardo. Durante la Batalla del Holme, el 13 de diciembre del 902, los daneses derrotaron a las tropas de Kent aliadas de Eduardo, pero sufrieron muchísimas bajas, Aethelwold entre ellas.

## Trasfondo
En el siglo VIII, Mercia era el reino más poderoso del sur de Inglaterra, pero durante el reinado de Egberto, ya en el siglo IX, Wessex pasó a ser el reino más fuerte. Egberto y su hijo Ethelwulfo, vieron los inicios de la invasión vikinga, pero pudieron resistir los ataques con éxito. Ethelwulfo murió en 858 y fue sucedido por cuatro de sus hijos en un intervalo de tiempo bastante corto. El padre de Ethelwold, Etelredo I, subió al trono el mismo año que el Gran ejército pagano invadió Inglaterra. En menos de cinco años los vikingos habían conquistado Northumbria y Estanglia, obligando a Mercia a pagarles tributo. En 871, ya en campaña para conquistar Wessex, se enfrentaron a Ethelred y su hermano Alfredo en cuatro batallas en pocos meses. En las dos últimas los sajones fueron derrotados y el rey Ethelred, muerto.
En 878 los vikingos dominaban casi la totalidad de Wessex y Alfredo se encontraba atrapado en los humedales de Somerset, pero sorprendentemente fue capaz de contraatacar y ganar la crucial Batalla de Ethandun. En 880 firmaba un tratado de paz con Guthrum I de Estanglia, estableciendo la frontera entre los reinos ingleses de Wessex y Mercia de un lado y los territorios del Danelaw de otro.

## Juventud
Se sabe poco de la familia de Ethelwold. Su madre fue probablemente Wulfrida de Wessex. Su hermano mayor Æthelhelm solo aparece en el testamento de Alfredo de 880, y probablemente murió poco después. Quizás tuvo otro hermano de nombre Osweald del que poco se sabe.
Ethelred y Alfredo tenían un acuerdo por el cual se dejaban mutuamente todas sus propiedades en caso de morir, hecho que, a la muerte de Ethelred, dejó a Ethelwold y a sus hermanos sin bienes. Cuando Alfredo murió, Eduardo heredó el reino, mientras que Æthelhelm heredaba ocho contados y Ethelwold sólo tres. Alfredo siempre dio prioridad a su hijo, dándole la oportunidad de liderar tropas en batalla, mientras Ethelwold pasaba a un segundo plano, hecho que seguramente motivó sus ánimos de revancha y revuelta a la muerte de Alfred.

## Revuelta
A la muerte de Alfredo en 899, Ethelwold consideró que tenía fuertes argumentos para reclamar el trono, pues era el príncipe de mayor rango entre los posibles sucesores, así que reunió sus tropas y secuestró a una monja de un convento con quien se casó sin el consentimiento de Eduardo. La identidad de esta monja no es conocida, pero tenía que ser importante para reforzar la legitimidad de la revuelta de Ethelwold. 
A pesar de todo, fue incapaz de reunir bastante seguidores, y cuando Eduardo salió a su encuentro, Ethelwold dejó atrás a su reciente esposa y huyó a Northumbria. Según la Crónica anglosajona, allí fue aceptado como rey. 
En 901 zarpaba con una flota de Essex y en 902, con la ayuda de los daneses de Estanglia, atacaron Wessex y Mercia. En respuesta, Eduardo atacó las tierras del sur de Danelaw y cuando se retiraba, sus aliados de Kent se toparon con los daneses en la Batalla del Holme, el 13 de diciembre. Según la crónica, los daneses resultaron victoriosos, ya que retuvieron el control del campo de batalla, pero sufrieron numerosas bajas. Entre los muertos se contaron Ethelwold y el rey de los vikingos, Eric de Estanglia